# San Bruno
San Bruno – miasto w Stanach Zjednoczonych, w stanie Kalifornia, w hrabstwie San Mateo. Mieści się tutaj siedziba YouTube.